# Karl Saur
Pour les articles homonymes, voir Saur.
Karl Otto Saur, né le 16 février 1902 à Düsseldorf (Allemagne) et mort le 28 juillet 1966 à Pullach im Isartal (Allemagne), est un homme politique allemand.
Il était secrétaire d'État au ministère du Reich pour les armements et la production de guerre en Allemagne à l'époque nazie et, de jure, dernier ministre de la Défense du Troisième Reich.

## Biographie
Ingénieur de profession, Karl Otto Saur travaille dans un premier temps pour le compte de la société de sidérurgie Thyssen AG, avant de reprendre l'entreprise de son défunt père près de Fribourg en 1928. Karl Otto Saur rejoint le Parti nazi en 1931.
Il intègre le ministère de l'Armement et des Munitions du Reich le 17 mars 1940, à la suite de la nomination par Adolf Hitler de Fritz Todt en tant que responsable de ce nouvel organisme. Initialement, le ministère était perçu comme un « conseil personnel », résultant de la nécessité pour l'Oberkommando der Wehrmacht de centraliser les commandes d'armement et du souhait du Führer d'avoir un intermédiaire auprès des industriels allemands. Karl Otto Saur fait partie des trois seuls collaborateurs desquels s'entoure Fritz Todt à la création du ministère. L'ancien ingénieur s'impose comme le bras droit du ministre.